# Warrant (álbum)
Warrant é o EP de estreia da banda Dog Eat Dog, lançado em 1994.

## Faixas
1. "It's Like That" - 5:15
2. "Dog Eat Dog" - 4:27
3. "World Keeps Spinnin'" - 3:03
4. "...In the Dog House" - 4:39
5. "Psychorama" - 4:20
6. "...In the Dog House" [Dog Pound Remix] - 4:17